# 윌리엄 트레버
윌리엄 트레버(영어: William Trevor, 1928년 5월 24일 ~ 2016년 11월 20일)는 아일랜드의 소설가이다. 단편과 장편 모두에서 뛰어난 성취를 보였다. 휫브레드상을 세 번 수상하고 부커상에는 다섯 번 후보에 올랐다.

## 작가 소개
1928년 아일랜드 코크 주 미첼스타운에서 태어났다. 더블린 트리니티 칼리지에서 역사학을 공부하고 영국으로 이주하고 1964년 전업 작가의 길로 들어섰다.
이후 휫브레드상, 오헨리상, 왕립문학협회상 등 여러 문학상을 받았고 부커상 후보에 5번 올랐으며 유력한 노벨 문학상 후보로도 거론되었다. 문학 발전에 기여한 공로를 인정받아 1999년에는 ‘영국 작가가 받을 수 있는 가장 영예로운 문학상’이라 불리는 데이비드 코언상(David Cohen Prize)을 받았다. 줌파 라히리, 이윤리(Yiyun Li) 등이 가장 영향을 받은 작가로 손꼽고 있으며 아흔에 가까운 나이에도 꾸준히 창작 활동을 이어갔다. 수백 편의 단편과 18권의 장편을 발표했다. 대표작으로《비 온 뒤》, 《루시 골트 이야기》, 《카드놀이 속임수》등이 있다.

## 저작
| 연도 | 제목             | 원제                    | 비고 |
| ---- | ---------------- | ----------------------- | ---- |
| 1994 | 펄리샤의 여행    | Felicia's Journey       |      |
| 1998 | 여름에 죽다      | Death in Summer         |      |
| 2002 | 루시 골트 이야기 | The Story of Lucy Gault |      |
| 2009 | 여름의 끝        | Love and Summer         |      |

### 단편집
| 연도 | 제목            | 원제                | 비고 |
| ---- | --------------- | ------------------- | ---- |
| 1996 | 비 온 뒤        | After Rain          |      |
| 2007 | 카드놀이 속임수 | Cheating at Canasta |      |
| 2010 | 윌리엄 트레버   | Selected Stories    |      |

## 서훈
- 1977년 대영 제국 훈장 명예 3등급(honorary CBE, 외국인대상 정원외)
- 2002년 대영 제국 훈장 명예 2등급(honorary KBE, 외국인대상 정원외)